# Maladera kawaii
Maladera kawaii är en skalbaggsart som beskrevs av Kobayashi 2010. Maladera kawaii ingår i släktet Maladera och familjen Melolonthidae. Inga underarter finns listade i Catalogue of Life.